# Pocitos

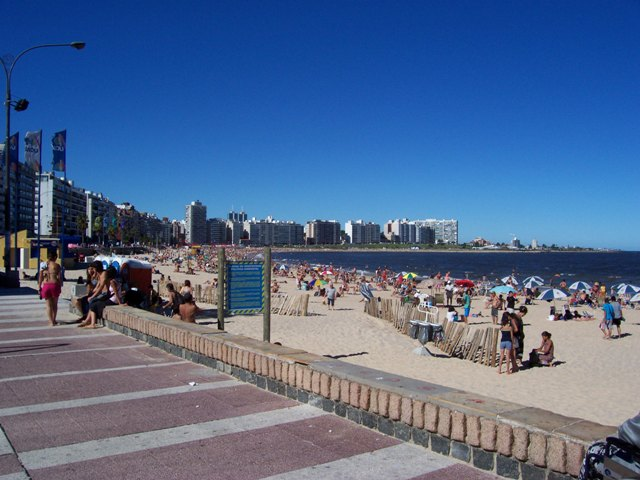
Praia Pocitos no verão

Pocitos é um bairro de classe média-alta da cidade de Montevidéu. Considerado por muitos montevideanos o "bairro da moda", nele estão localizados vários cafés e restaurantes chiques. Um dos locais mais frequentados e privilegiados da cidade também se localiza aí: a famosa praia de Pocitos. A orla do bairro também é muito utilizada pelos moradores para caminhadas, para passear com seus cães, paquerar ou simplesmente para tomar mate e ver o pôr do sol.
O bairro Pocitos está localizado às margens do rio da Prata, em torno à praia de mesmo nome. Essa praia deve seu nome à época em que as lavadeiras iam até ela, aproveitando suas areias limpas para lavar a roupa, fazendo poços. Como muitos bairros montevideanos, teve sua origem como um povoado independente, logo absorvido pelo crescimento da cidade.
Caracteriza-se por uma arquitetura de edifícios com 10 a 15 andares que rodeiam o estuário do Rio da Prata, especialmente em torno da praia, convivendo com algumas casas antigas, ainda que em 2007 já não houvesse mais do que algumas poucas casas. Cada vez mais está se transformando em um lugar autônomo do centro da cidade, com todos os serviços comerciais, bancários e profissionais imprescindíveis para seu funcionamento. No que diz respeito à gastronomia, se destaca pela grande variedade de lugares especializados em diversos tipos de comida internacional e típica de diferentes países.
Além de sua variada rede comercial, possui dois grandes centros comerciais que agrupam centenas de lojas de alto nível. 
Com cerca de 70 mil habitantes, é o bairro mais densamente povoado de Montevidéu.

## História
No começo do século XIX a zona foi utilizada por lavadeiras que faziam pequenos poços("pocitos") ao leito do rio que logo foi denominado arroio de los Pocitos. O militar e cartógrafo José María Reyes (1803-1864) obteve a propriedade do imenso terreno e projetou um bairro de 21 hectares em 1833, mas logo o vendeu ao estancieiro e saladeirista Ramírez Pérez, quem desenvolveu o projeto a partir de 1841. A nova localidade foi inaugurada em 1886 com o nome de Nuestra Señora de los Pocitos. O fácil acesso pelo Centro através dos caminhos públicos (atuais Avenida Brasil e Bulevar España) fomentou o crecimento do lugar como ponto de recreação. O loteamento e venda de terrenos em regiões próximas por Francisco Piria e outros empresários entre o fim do século XIX e o começo do XX haviam estendido a urbanização a Trouville, Villa Biarritz, Pocitos Nuevo y Villa Dolores.
No início do séculoo XX Pocitos se converteu em "estação balneária". 
A primeira linha de bonde elétrico de Montevidéu foi inaugurada pela empresa britânica La Comercial em 17 de novembre de 1906 entre a Aduana e Pocitos, iniciando-se o serviço formal em 8 de dezembro. A mesma empresa já explorava o Gran Hotel Pocitos, uma enorme construção sobre o centro da praia que se converteu inevitavelmente em centro social. Sua varanda chegava a adentrar o Rio da Prata até que foi destruída por um temporal em 1923. O edifício foi demolido em 1935. Naquela época, o bairro já contava com sua atual orla e estava cheio de ricas residências.
Gradualmente os grandes edifícios começaram a tomar o lugar às casas-quintas. Pocitos rapidamente superou o Centro na construção de edifícios residenciais, particularmente logo depois da aprovação, em 1946, do regime de propriedade horizontal. Essa tendência se afirmou na década de 1950 e continua até os dias de hoje. A quotização do metro quadrado de propriedade horizontal do bairro está entre as mais altas de Montevidéu.

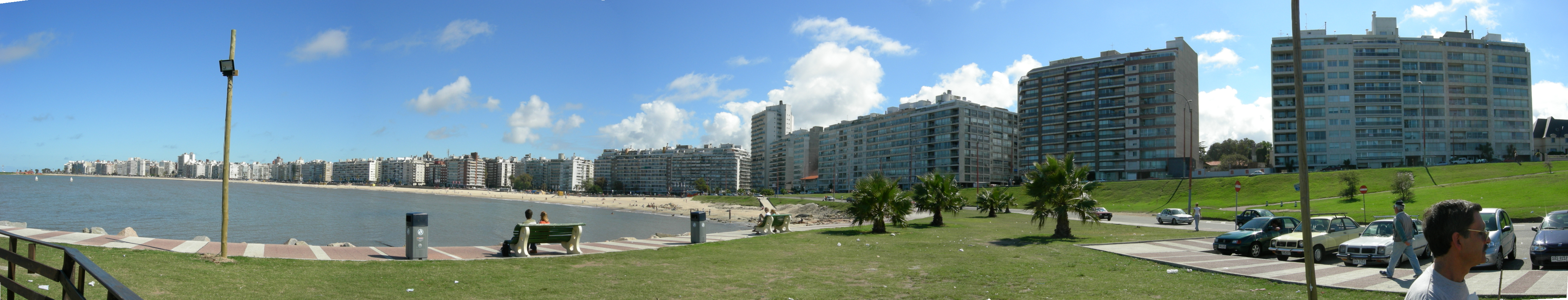
Vista da orla de Pocitos

O desenvolvimento dos meios de transporte e a aquisição de automóveis particulares fez aumentar a "fuga" das classes média e média-alta em direção a Pocitos; o que foi acompanhada pela instalação de una ampla variedade de serviços e lojas. A inauguração em 1985 e 1994 de dois shopping centers nas imediações deu ao grande bairro uma maior independência do centro da cidade.